# Ivan Penava
Ivan Penava (Vukovar, 31. prosinca 1974.), profesor je kineziologije i hrvatski političar. Bivši je gradonačelnik gradonačelnik Vukovara. Trenutačno 
obnaša dužnost Domovinskog pokreta i potpredsjednika Hrvatskog sabora.

## Životopis

### Rođenje, djetinjstvo i školovanje
Rođen je 31. prosinca 1974. godine u Vukovaru. Roditelji su mu podrijetlom Hrvati iz Posušja, mjesta u Zapadnoj Hercegovini, doseljenici u Vukovar. Djetinjstvo je proveo u Vukovaru, u četvrti Borovo Naselje, gdje je i pohađao osnovnu školu koja danas nosi ime Siniše Glavaševića.
U Vukovaru je upisao i Srednju matematičko-informatičku školu. Tijekom 1991. godine, kada je imao 16 godina, počela je velikosrpska agresija na Hrvatsku, pri čemu započinje Domovinski rat i odvija se bitka za Vukovar. Zbog teških stradanja i okupacije grada, školovanje nastavlja u Varaždinu, a 3. i 4. razred gimnazije završava u zagrebačkoj XV. gimnaziji.

### Doškolovanje i rad u školama
Nakon gimnazije svoje zanimanje odlučuje usmjeriti prema športu s obzirom na to što se od osnovne škole vrlo aktivno i uspješno bavio veslanjem. Upisao je Kineziološki fakultet u Zagrebu na kojem je diplomirao 1999. godine i stekao zvanje profesora kineziologije. Iste godine predstavljao je Hrvatsku na Vojnim svjetskim igrama u veslačkoj reprezentaciji, te nastupao na međunarodnim veslačkim regatama za veterane.
Penava se vratio u Vukovar i zaposlio se kao profesor Tjelesne i zdravstvene kulture u vukovarskoj Ekonomskoj školi. Nakon osam godina profesorskog rada izabran je za ravnatelja, što je radio šest godina. Tijekom tri semestra obavljao je i posao vanjskog suradnika za TZK na Veleučilištu Lavoslav Ružička u Vukovaru.
Potaknut potrebama radnog mjesta i vlastitom željom za proširivanjem znanja, upisao je 2010. godine doktorski studij na Ekonomskom fakultetu, gdje mu je preostalo obraniti rad na temu: Usklađenost strukovnog obrazovanja s tržištem rada. Također je i autorom nekoliko objavljenih radova iz toga područja.

### Politička karijera
Penava se 2014. godine na prijevremenim lokalnim izborima za vukovarskoga gradonačelnika kandidirao kao predstavnik koalicije stranaka okupljenih oko Hrvatske demokratske zajednice (HDZ-HSP AS-HSS-HČSP-DC-BUZ) te u drugome krugu pobijedio dotadašnjeg gradonačelnika Željka Sabu, koji je bio neovisni kandidat s podrškom koalicije SDP-HNS-SU. Tijekom izbora slogan mu je bio: "Nastojat ću da Vukovar bude grad za sve građane i da ga Vukovarci ne moraju nikada više napuštati". Podupirali su ga i Hrvati i Srbi, vjerujući da on može najlakše riješiti prijepore u Vukovaru.
Na novim izborima za gradonačelnika 2017. godine na kojima je pobijedio već u prvom krugu osvojio je 61,72% glasova.

## Priznanja
- 2024. – plaketa župe Krista Kralja u Vukovaru za „Očuvanje i prepoznavanje integriteta grkokatolika u Vukovaru”.[7]

## Privatni život
Penava je oženjen sa suprugom Sanjom i ima dvoje djece. Katolik je i govori engleski.

## Vanjske poveznice
- O gradonačelniku, životopis na vukovar.hr